# Terre Verdiane Volley 2011-2012
Questa voce raccoglie le informazioni riguardanti il Terre Verdiane Volley nelle competizioni ufficiali della stagione 2011-2012.

## Organigramma societario
Area direttiva
- Presidente: Stefano Giovannelli

Area tecnica
- Allenatore: Marco Botti
- Allenatore in seconda: Davide Zanichelli
- Assistente allenatore: Alberto Raho
- Scout man: Alberto Raho

Area sanitaria
- Medico: Paolo Stefanini
- Preparatore atletico: Andrea Cenci, Luca Mighali
- Fisioterapista: Cristiano Agazzi

## Rosa
| N° | Nome                | Ruolo | Data di nascita  | Nazionalità sportiva |
| -- | ------------------- | ----- | ---------------- | -------------------- |
| 1  | Beatrice Valpiani   | P     | 1º marzo 1986    | Italia               |
| 3  | Valentina Rania     | S     | 24 marzo 1985    | Italia               |
| 4  | Diletta Sestini     | C     | 3 maggio 1987    | Italia               |
| 7  | Simona La Rosa      | C     | 13 gennaio 1992  | Italia               |
| 8  | Luciana do Carmo    | S     | 13 luglio 1979   | Brasile              |
| 9  | Elisa Martini       | L     | 16 dicembre 1992 | Italia               |
| 10 | Lucia Lunghi        | L     | 22 ottobre 1987  | Italia               |
| 11 | Costanza Manfredini | S     | 16 luglio 1988   | Italia               |
| 12 | Evaggelia Chantava  | S     | 26 ottobre 1990  | Grecia               |
| 14 | Margherita Fabbri   | S     | 8 marzo 1978     | Italia               |
| 17 | Micaela Perini      | P     | 4 ottobre 1987   | Italia               |
| 18 | Chiara Lapi         | C     | 3 marzo 1991     | Italia               |

## Risultati

### Serie A2

#### Girone di andata
| 1ª giornata - 9 ottobre 2011 PalaLiabel, Salsomaggiore Terme    | Terre Verdiane      | 1 - 3 | Busnago        | 25-22, 21-25, 16-25, 22-25        |
| 2ª giornata - 16 ottobre 2011 Palazzetto dello Sport, Giaveno   | Cuatto Giaveno      | 3 - 2 | Terre Verdiane | 21-25, 25-17, 29-27, 25-22, 15-7  |
| 3ª giornata - 23 ottobre 2011 PalaLiabel, Salsomaggiore Terme   | Terre Verdiane      | 2 - 3 | Santa Croce    | 18-25, 11-25, 25-20, 25-22, 8-15  |
| 4ª giornata - 30 ottobre 2011 PalaBerlinguer, Bellizzi          | Pontecagnano Faiano | 2 - 3 | Terre Verdiane | 25-20, 25-15, 17-25, 19-25, 13-25 |
| 5ª giornata - 6 novembre 2011 PalaLiabel, Salsomaggiore Terme   | Terre Verdiane      | 1 - 3 | Antares        | 20-25, 25-17, 19-25, 21-25        |
| 6ª giornata - 13 novembre 2011 PalaLiabel, Salsomaggiore Terme  | Terre Verdiane      | 3 - 1 | Rota           | 19-25, 25-21, 25-20, 25-15        |
| 7ª giornata - 20 novembre 2011 PalaScoppa, Soverato             | Soverato            | 3 - 2 | Terre Verdiane | 25-13, 21-25, 11-25, 25-21, 15-13 |
| 8ª giornata - 27 novembre 2011 PalaGeorge, Montichiari          | Verona              | 3 - 2 | Terre Verdiane | 7-25, 25-23, 25-16, 20-25, 15-11  |
| 9ª giornata - 4 dicembre 2011 PalaLiabel, Salsomaggiore Terme   | Terre Verdiane      | 3 - 2 | IHF            | 18-25, 26-24, 15-25, 25-18, 15-13 |
| 10ª giornata - 8 dicembre 2011 PalaBaslenga, Casalmaggiore      | Casalmaggiore       | 3 - 0 | Terre Verdiane | 25-23, 25-16, 25-19               |
| 11ª giornata - 11 dicembre 2011 PalaLiabel, Salsomaggiore Terme | Terre Verdiane      | 3 - 0 | Time Matera    | 25-23, 25-21, 25-14               |
| 12ª giornata - 18 dicembre 2011 PalaSerenelli, Loreto           | Loreto              | 3 - 1 | Terre Verdiane | 23-25, 25-15, 25-13, 25-21        |
| 13ª giornata - 26 dicembre 2011 PalaLiabel, Salsomaggiore Terme | Terre Verdiane      | 0 - 3 | Crema          | 20-25, 23-25, 22-25               |
| 14ª giornata - 8 gennaio 2012 PalaRomiti, Forlì                 | Forlì               | 1 - 3 | Terre Verdiane | 20-25, 21-25, 25-20, 16-25        |
| 15ª giornata - 15 gennaio 2012 PalaLiabel, Salsomaggiore Terme  | Terre Verdiane      | 3 - 2 | San Vito       | 25-19, 22-25, 26-24, 21-25, 15-7  |

#### Girone di ritorno
| 16ª giornata - 22 gennaio 2012 PalaBusnago, Busnago                  | Busnago        | 3 - 0 | Terre Verdiane      | 25-22, 25-20, 32-30              |
| 17ª giornata - 29 gennaio 2012 PalaLiabel, Salsomaggiore Terme       | Terre Verdiane | 0 - 3 | Cuatto Giaveno      | 22-25, 18-25, 19-25              |
| 18ª giornata - 5 febbraio 2012 PalaParenti, Santa Croce sull'Arno    | Santa Croce    | 3 - 0 | Terre Verdiane      | 25-20, 25-20, 25-19              |
| 19ª giornata - 15 marzo 2012 PalaLiabel, Salsomaggiore Terme         | Terre Verdiane | 3 - 0 | Pontecagnano Faiano | 27-25, 25-21, 25-20              |
| 20ª giornata - 19 febbraio 2012 PalaPozzillo, Sala Consilina         | Antares        | 3 - 1 | Terre Verdiane      | 18-25, 25-22, 25-22, 25-13       |
| 21ª giornata - 26 febbraio 2012 PalaRota, Mercato San Severino       | Rota           | 1 - 3 | Terre Verdiane      | 25-19, 22-25, 19-25, 20-25       |
| 22ª giornata - 11 marzo 2012 PalaLiabel, Salsomaggiore Terme         | Terre Verdiane | 3 - 0 | Soverato            | 25-18, 25-16, 25-17              |
| 23ª giornata - 18 marzo 2012 PalaLiabel, Salsomaggiore Terme         | Terre Verdiane | 3 - 2 | Verona              | 20-25, 25-22, 25-19, 17-25, 15-8 |
| 24ª giornata - 25 marzo 2012 Palazzetto dello sport, Frosinone       | IHF            | 1 - 3 | Terre Verdiane      | 26-24, 23-25, 18-25, 16-25       |
| 25ª giornata - 1º aprile 2012 PalaOlimpia, Fontanellato              | Terre Verdiane | 1 - 3 | Casalmaggiore       | 40-38, 23-25, 23-25, 26-28       |
| 26ª giornata - 7 aprile 2012 PalaSassi, Matera                       | Time Matera    | 1 - 3 | Terre Verdiane      | 25-22, 23-25, 21-25, 23-25       |
| 27ª giornata - 15 aprile 2012 PalaOlimpia, Fontanellato              | Terre Verdiane | 1 - 3 | Loreto              | 30-28, 18-25, 18-25, 20-25       |
| 28ª giornata - 22 aprile 2012 PalaBertoni, Crema                     | Crema          | 3 - 0 | Terre Verdiane      | 25-15, 25-18, 26-24              |
| 29ª giornata - 25 aprile 2012 PalaOlimpia, Fontanellato              | Terre Verdiane | 3 - 2 | Forlì               | 25-22, 19-25, 23-25, 25-22, 15-8 |
| 30ª giornata - 29 aprile 2012 PalaMacchitella, San Vito dei Normanni | San Vito       | 3 - 0 | Terre Verdiane      | 25-23, 25-18, 25-18              |